# Obrovice
Obrovice (německy Wobern) jsou místní část obce Radonice v okrese Chomutov. Leží asi 1,5 kilometru severozápadně od Kadaňského Rohozce v katastrálním území Radonice u Hradiště s rozlohou 0,4 km².

## Název
Původní český název Obrovice je odvozen z příjmení Obr ve významu ves lidí Obrových. Tvar jména se často měnil, protože zde žilo národnostně smíšené obyvatelstvo již od patnáctého století. Existuje také hypotéza, že se vesnice původně jmenovala Bavorov a název Obrovice se vztahoval k jiné, zaniklé a neznámé vsi. V historických pramenech se jméno vesnice vyskytuje ve tvarech: de Obrowicz (1318), in Obrowyczye (1415), z Bavorova (1420), Petrus Obrowecz (1420), de Obrowicz (1434), in Obrowiczích (1447), Baworowu ves (1531), ves Vavrovou (1542), Wobory (1623), Woborn (1651), Wobern (1787) a Wobern nebo Wobora (1846).

## Historie
První písemná zmínka o vesnici pochází z roku 1318 a nachází se v přídomku Přibyslava z Obrovic. Další zmínky jsou až z roku 1420 a opět se nachází v přídomku Petra z Obrovic uváděného tehdy také jako Petr z Bavorova. Vzhledem k existenci přídomku je pravděpodobné, že v Obrovicích stávalo nějaké panské sídlo. Ves patřila k mašťovskému panství a v polovině patnáctého století k Vintířovu. Roku 1467 byla opět uvedena u Mašťova a od roku 1542 bývala součástí panství Tureč, jehož majitelem byl Mikuláš ze Širntynku. Po Mikulášově smrti si jeho synové roku 1570 rozdělili majetek a Tureč s Obrovicemi připadla Vojtěchovi ze Širntynku. Jeho dva synové zdědili turečskou tvrz, kterou si rozdělili na poloviny a každý si ponechal jednu vesnici. Posledním majitelem z jejich rodu se stal Jan Bartoloměj ze Širntynku, kterému byly obě vesnice zkonfiskovány za účast na stavovském povstání v letech 1618–1620.
V roce 1623 Tureč s Obrovicemi koupil od královské komory Gottfried Hübbner, ale následujícího roku je získal Baltazar de Cicognia a roku 1631 Florián Jetřich ze Žďáru, který je připojil ke Žďáru. Podle berní ruly z roku 1654 v Obrovicích žilo sedm sedláků, čtyři chalupníci a jeden zahradník. Hlavním zdrojem obživy bylo zemědělství, ale lidé si přivydělávali předením.
Okolo poloviny sedmnáctého století se Tureč a Obrovice staly součástí panství Blažim, ale v roce 1659 od něj byly odděleny jako samostatný statek Zuzany Smyslovské. Její syn vstoupil do karmelitánského řádu a celý statek věnoval karmelitánskému klášteru na Malé Straně. Mniši vesnice spravovali ze svého libědického statku, který byl po zrušení řádu připojen v roce 1808 k mašťovskému panství.
V roce 1914 ve vsi stálo sedm velkých usedlostí, dva hostince, trafika, obchod a poblíž stávaly u potoka Nový a Dolní mlýn, z nichž u druhého bývala pila. Z řemeslníků v Obrovicích živnost provozovali řezník, kovář, švec, truhlář a sklenář. Zdejší velkostatek patřil Lobkovicům, kteří jej pronajímali. Děti docházely do školy v Kadaňském Rohozci. U železniční trati Vilémov–Doupov stávala zastávka vzdálená od vsi asi deset minut chůze.
Po druhé světové válce byli ze vsi vysídleni němečtí obyvatelé, ale prázdné usedlosti dostali noví přistěhovalci. Obrovice zanikly roce 1954 v důsledku zřízení vojenského újezdu Hradiště a jejich obyvatelé se museli vystěhovat do 15. května 1954.

## Přírodní poměry
Původní vesnice se nacházela jižně od dochovaných domů na druhém břehu říčky Liboce v nadmořské výšce okolo 385 metrů. Oblast leží na východním úpatí Doupovských hor, konkrétně v jejich okrsku Rohozecká vrchovina. Půdní pokryv v širším okolí tvoří kambizem eutrofní vyvinutá na svahovinách čedičů.
V rámci Quittovy klasifikace podnebí Obrovice stojí v mírně teplé oblasti MT4, pro kterou jsou typické průměrné teploty −2 až −3 °C v lednu a 16–17 °C v červenci. Roční úhrn srážek dosahuje 500–750 milimetrů, sníh zde leží 60–80 dní v roce. Mrazových dnů bývá 110–130, zatímco letních dnů jen 20–30.

## Obyvatelstvo
Při sčítání lidu v roce 1921 zde žilo 169 obyvatel (z toho 81 mužů), kteří byli kromě dvou Čechoslováků a šesti Židů německé národnosti. Naprostá většina se hlásila k římskokatolické církvi. Z ostatních bylo šest židů a jeden příslušník církve československé. Podle sčítání lidu z roku 1930 měla vesnice 164 obyvatel: patnáct Čechoslováků, 147 Němců a dva cizince. Deset lidí bylo bez vyznání, po jednom člověku patřilo k církvi izraelské a jiné nezjišťované církvi a ostatní byli římskými katolíky.
|                                                                    | 1869 | 1880 | 1890 | 1900 | 1910 | 1921 | 1930 | 1950 | 1961 | 1970 | 1980 | 1991 | 2001 | 2011 | 2021 |
| ------------------------------------------------------------------ | ---- | ---- | ---- | ---- | ---- | ---- | ---- | ---- | ---- | ---- | ---- | ---- | ---- | ---- | ---- |
| Obyvatelé                                                          | 163  | 192  | 200  | 186  | 163  | 169  | 164  | 68   | .    | .    | .    | .    | 9    | 9    | 5    |
| Domy                                                               | 26   | 35   | 35   | 35   | 35   | 36   | 35   | 35   | .    | .    | .    | .    | 2    | 3    | 3    |
| V letech 1950–2015 byla osada součástí Vojenského újezdu Hradiště. |      |      |      |      |      |      |      |      |      |      |      |      |      |      |      |

## Obecní správa
Po zrušení patrimoniální správy se Obrovice roku 1850 staly obcí. Při sčítání lidu v letech 1869–1921 patřily jako osada k obci Tureč, ale roku 1923 byly opět obcí. Od roku 1954 byla osada součástí vojenského újezdu Hradiště a od 1. ledna 2016 je částí obce Radonice.

## Pamětihodnosti
- Zbořená barokní kaple Bičování Krista z roku 1766[5]